# Bogenšperk
Bogenšperk – wieś w Słowenii, w gminie Šmartno pri Litiji. W 2018 roku liczyła 4 mieszkańców.